# Arzew
Arzew (árabe: أرزيو; bereber: ⴰⵔⵣⵉⵡ) es el nombre de una ciudad portuaria y comuna de Argelia, situada en el noroeste del país, al borde del mediterráneo. Forma parte de la provincia de Orán. En el año 2009 contaba con una población de 85 658 habitantes. Tiene una extensión de 71,90 km².
Cuenta con una importante actividad pesquera e industrial que incluye una de las cinco refinerías de petróleo del país que gestiona la empresa pública Sonatrach. 
Durante la Segunda Guerra Mundial fue uno de los lugares elegidos por los aliados para su desembarco en el marco de la Operación Torch.